# Kościół Chrystusa Króla w Suchanówku
Kościół Chrystusa Króla w Suchanówku – katolicki kościół filialny zlokalizowany we wsi Suchanówko w gminie Suchań, w powiecie stargardzkim (województwo zachodniopomorskie). Należy do parafii Matki Bożej Nieustającej Pomocy w Suchaniu.

## Historia i architektura
Kościół został wzniesiony w XIV wieku, murowany jest z kostki granitowej i cegły. W XVII wieku został przebudowany. Nie posiada wyodrębnionego prezbiterium, od strony wschodniej zamyka go płaska ściana, w której umieszczone są trzy ostrołukowe, ceglane okna. Nawę nakrywa dwuspadowy dach. W ścianach bocznych znajdują się niewielkie, podzielone na kwatery okna. Zachowała się wąska, zabytkowa piscina. Do kościoła dostawiona jest kamienna wieża. Wnętrze kościoła nakryte jest drewnianym, łamanym stropem belkowanym.
Kościół uległ zniszczeniu podczas II wojny światowej, został odbudowany w latach 80. XX wieku według projektu inż. Macieja Płotkowiaka i inż. Stefana Kwileckiego. Konsekrował go w dniu 5 października 1986 roku biskup Jan Gałecki.